# Edificio Tehuacán
El Edificio Tehuacán se localiza en la Avenida México #188 en la Colonia Condesa en la Ciudad de México que data de 1931. Es uno de los varios edificios diseñados por el arquitecto mexicano Ernesto Ingnacio Buenrostro (1899-1966) con estilo art déco en la zona de la Condesa.
El Edificio de uso habitacional fue realizado con la asistencia de José Ignacio Buenrostro. La entrada está flanqueada por dos lámparas geométricas y entre sus principales características, compartida con otros edificios del mismo estilo en la zona, se encuentra la presencia del nombre del edificio en la marquesina.